# Amtsgericht Rathenow

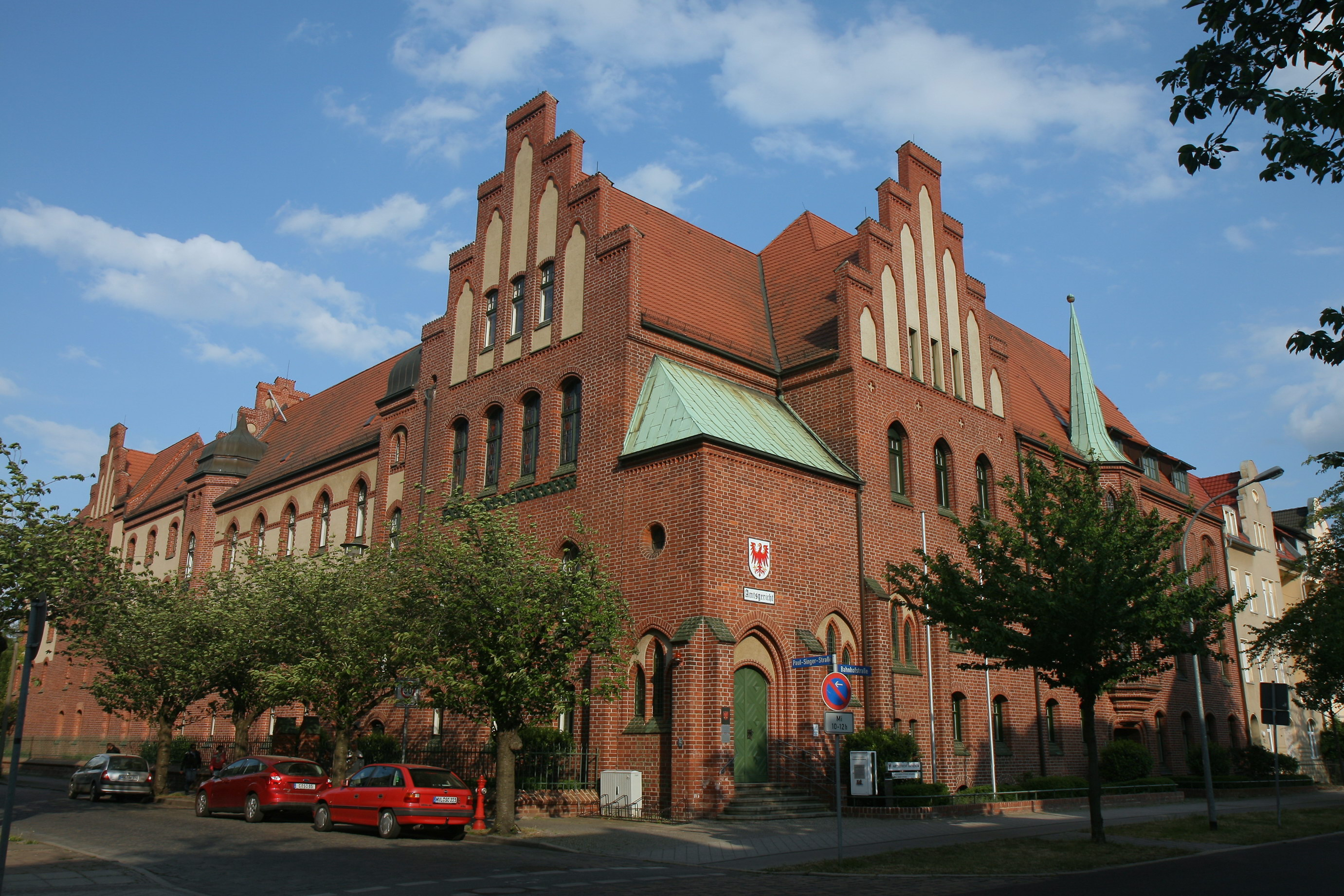
Gerichtsgebäude (2015)

Das Amtsgericht Rathenow ist ein Gericht der ordentlichen Gerichtsbarkeit und eines von sechs Amtsgerichten (AG) im Bezirk des Landgerichtes Potsdam.

## Gerichtssitz und -bezirk
Sitz des Gerichtes ist die amtsfreie Stadt Rathenow, Kreisstadt des Landkreises Havelland. Der 1061 km² große Gerichtsbezirk erstreckt sich auf die Städte Rathenow und Premnitz,
die Gemeinde Milower Land sowie die Ämter Nennhausen, Rhinow und Friesack. In ihm leben rund 53.000 Menschen. Registergericht ist das Amtsgericht Potsdam, das auch für Insolvenzverfahren zuständig ist. Mahnverfahren bearbeitet das Amtsgericht Wedding als Zentrales Mahngericht.

## Übergeordnete Gerichte
Dem Amtsgericht Rathenow ist das Landgericht Potsdam übergeordnet. Zuständiges Oberlandesgericht ist das Brandenburgische Oberlandesgericht in Brandenburg an der Havel.

## Geschichte
In Rathenow bestand bis 1849 das Königliche Stadtgericht Rathenow. Im Jahre 1849 wurde dieses und die bestehenden Patrimonialgerichte aufgehoben und das Kreisgericht Brandenburg gebildet. In Rathenow wurde eine Zweigstelle (Gerichtsdeputation) mit vier Richtern eingerichtet. Übergeordnet war das Kammergericht als Appellationsgericht. Im Rahmen der Reichsjustizgesetze wurden diese Gerichte aufgehoben und reichsweit einheitlich Oberlandes-, Land- und Amtsgerichte gebildet. Das königlich preußische Amtsgericht Rathenow wurde mit Wirkung zum 1. Oktober 1879 als eines von elf Amtsgerichten im Bezirk des Landgerichtes Potsdam im Bezirk des Kammergerichtes gebildet. Der Sitz des Gerichtes war die Stadt Rathenow. Sein Gerichtsbezirk umfasste aus dem Landkreis Westhavelland die Stadtbezirke Rathenow, Friesack und Rhinow und die Amtsbezirke Burg Friesack, Buschow, Grünau, Haage, Hohennauen, Klessen, Liepe, Nennhausen, Pessin, Selbelang, Senzke, Stechow und Stölln sowie der Amtsbezirk Garlitz ohne den Gutsbezirk Seelensdorf und der Amtsbezirk Premnitz ohne die Gutsbezirke Brösickenslake und Gapel. Am Gericht bestanden 1880 drei Richterstellen. Das Amtsgericht war damit ein mittelgroßes Amtsgericht im Landgerichtsbezirk. Gerichtstage wurden in Friesack gehalten. Nach dem Zweiten Weltkrieg wurde das Amtsgericht Rathenow dem Landgericht Neuruppin zugeordnet. Von 1951 bis 1952 gehörte es zum Landgericht Potsdam.
Im Jahre 1952 wurden in der DDR die Amtsgerichte abgeschafft und stattdessen Kreisgerichte gebildet. Rathenow kam zum Kreis Rathenow im Bezirk Potsdam, zuständiges Gericht war damit das Kreisgericht Rathenow. Das Amtsgericht Rathenow wurde aufgehoben.
Das Brandenburgische Gerichtsneuordnungsgesetz (BbgGerNeuOG), verkündet als Artikel 1 des Gesetzes zur Neuordnung der ordentlichen Gerichtsbarkeit und zur Ausführung des Gerichtsverfassungsgesetzes im Land Brandenburg vom 14. Juni 1993, verfügte zum 1. Dezember 1993 die Fortführung der bestehenden Kreisgerichte als Amtsgerichte, die Fortführung der Bezirksgerichte in Cottbus, Frankfurt (Oder) und Potsdam als Landgerichte und die Errichtung eines weiteren Landgerichtes in Neuruppin. Damit entstand das Amtsgericht Rathenow neu und war nun wieder dem Landgericht Potsdam zugeordnet.

## Gebäude
Das Gericht ist im Gebäude Bahnhofstraße 19 untergebracht. Der 1905 fertiggestellte Backsteinbau im Stil der Gründerzeit steht unter Denkmalschutz.